# Ptychadena wadei
Ptychadena wadei es una especie de anfibio anuro de la familia Ptychadenidae.

## Distribución geográfica
Se encuentra en Etiopía.

## Estado de conservación
Se encuentra amenazada de extinción por la pérdida de su hábitat natural.